# Saint-Adelphe
Saint-Adelphe es un municipio parroquial canadiense situado en la provincia de Quebec.

## Superficie
Saint-Adelphe tiene una superficie de 137,08 km².

## Demografía
En 2021, tenía 922 habitantes, una densidad poblacional de 6,7 hab./km², y 557 viviendas.